# 灌县黄耆
灌县黄耆（学名：Astragalus simpsonii）为豆科黄芪属的植物，为中国的特有植物。分布于中国大陆的四川等地，生长于海拔3,400米至3,900米的地区，多生于高山草甸，目前尚未由人工引种栽培。

## 别名
辛氏黄芪（中国主要植物图说 豆科）